# 視覚障害者

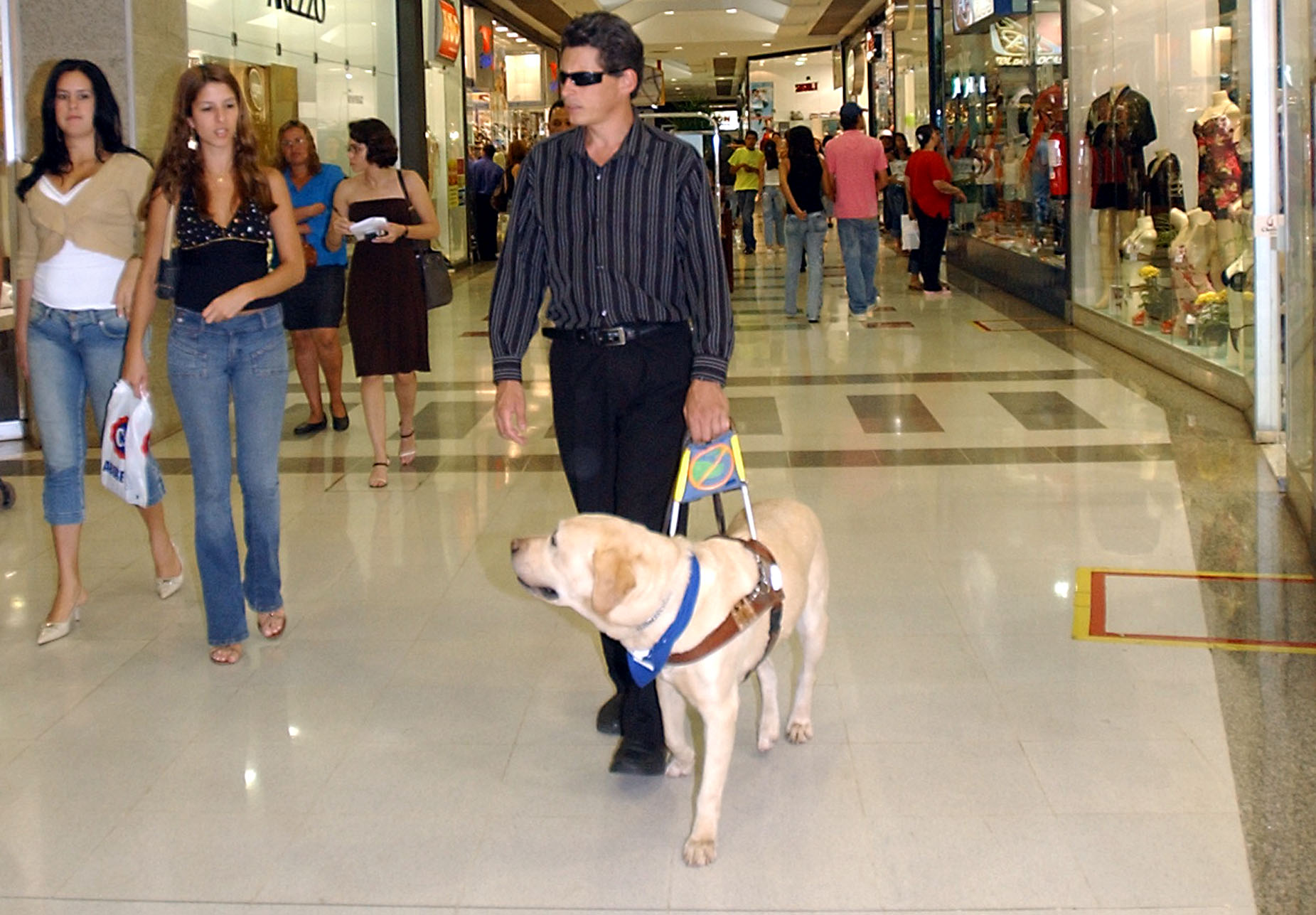
ブラジルのショッピングセンターを盲導犬とともに歩く視覚障害者

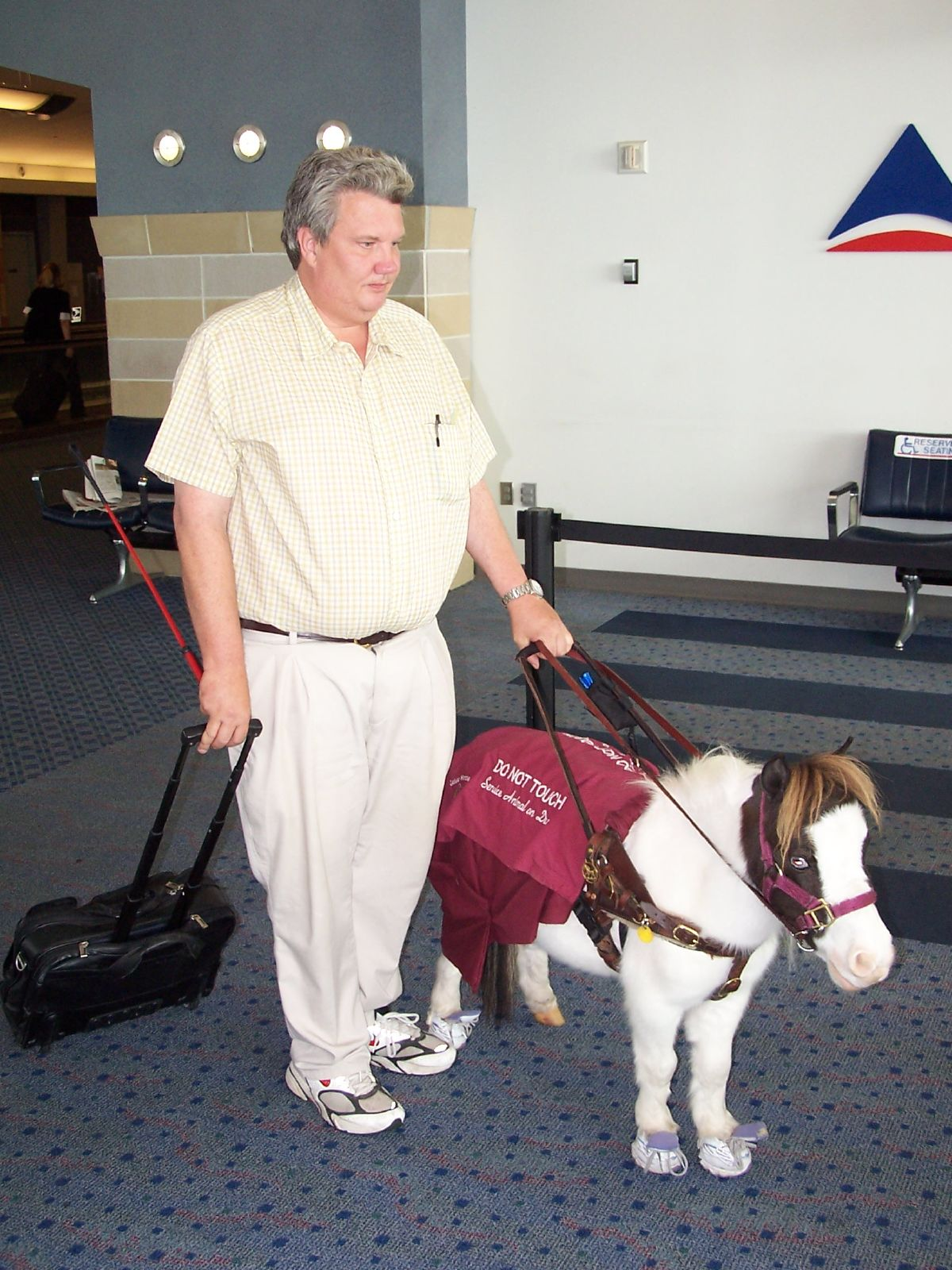
宗教などの理由で犬が使えない場合に採用される盲導馬（盲導ポニー）。

視覚障害者（しかくしょうがいしゃ）とは、視覚（視機能）が日常生活や就労などの場で不自由を強いられるほどに「弱い」、もしくは「全く無い」人のことである。「視覚障碍者」や「視覚障がい者」と書くこともある。

## 概要
長年、情報障害者と言われ続けてきたが、ノーマライゼーションの社会的風潮の土台の上、近年の情報通信技術（Information and Communication Technology：ICT）の著しい発展で、状況によっては健常者と変わらない活動をする機会が与えられるようになってきた（アクセシビリティのページを参照の事）。
残存視覚がある「弱視者」（またはロービジョン者）（low vision）と、視覚をもたない「盲」（全盲）（blindness）とに分けることができ、前者を見えにくい人、後者を見えない人、と呼ぶ場合がある。
対義語は「晴眼者」。

## 歴史・背景・世界的観点
日本においては明治維新以前の時代では、当道座、盲僧座、瞽女屋敷などの自治的組織がいくつかあり、中でも当道座では検校や勾当、別当、座頭などの官位が与えられ、音楽家や鍼灸按摩を専業としていた。当道の座の最高職である「総検校」（または「職検校」）は、十万石の大名に匹敵する地位と格式を有していた。
過去「目暗、眼暗(めくら)」と呼ばれたが、現在では差別的（差別用語）とされ、「視覚障害者」という言葉の指し示す対象が拡がってきた事もあり、使わない傾向にある。
障害者、特に視覚障害者はどの時代や国、地域にも広く存在する社会的少数者（マイノリティ）であるとされ、生活は時代や国により大きな制約を受ける。WHOによれば、世界の視覚障害者は推計2億5300万人、そのうち3600万人が全く見えず、2億1700万人は中度から重度の視覚障害を持っているという。視覚障害者の内「弱視者」（またはロービジョン者）の割合は7割とされている。
一般的に「“（行政から）認定を受けた”視覚障害者（とりわけ全盲の人）」を指していることが少なくない。本質的な「障害」に対する考え方は、日本図書館協会の「図書館利用に障害のある人」という定義や、ロービジョンケアにおける考え方、近年の「障害者の権利に関する条約」に基づく、政府による障害者の定義の見直しにも見られるように、日本においても医学モデルから社会モデルへの転換が図られつつあり、従前のとらえ方では選に漏れる人たちが多数発生することに注意が必要である。たとえば、夜盲症（鳥目）や眼瞼下垂、眼震、羞明、複視、色覚異常、昼盲も言葉の定義からすれば、視覚障害ではあるが、これらは身体障害者福祉法における視覚障害の定義には含まれない。

## 教育・情報
視覚障害者を対象にした学部を持つ国立大学として、筑波技術大学があり、視覚障害者への対応を行っているが、一般的な大学でも受け入れをしており、その情報支援・情報保障は各大学によっては大きく進んでいることがある。
2007年に創設された、特別支援学校教諭免許状の教職課程を設置している大学等の教育機関のうち、5領域中、「視覚障害」の取得可能な教育機関は、他の4教育領域に比べて著しく少ない。大学通信教育においては、星槎大学が2024年4月から、「視覚障害」と「聴覚障害」を含む、5領域全てを取得できる課程を設置した。
世間での典型的なイメージは「視覚障害者=全盲=点字」であるが、近年、中途視覚障害者や統合教育を選択した（つまり盲学校に行かない）者を中心に、点字の普及率（いわば点字の識字率）は決して高くは無く、よって、比較的豊かな点字図書の資産を生かす事ができない者も増えてきている。しかし一方で、点字未習得者で「点字を必要としない」者も増えてきている。時代と共に音訳による録音図書や、とくに近年においてはパソコンなどのIT技術を利用した情報取得の機会も多くなってきており、自らが、より自発的・能動的に情報収集を行なえる環境も整いつつある（情報保障も参照の事）。
普段の情報入手の手段としては、実は健常者と変わらずテレビが一番多いのだが、テレビ音声の受信可能なラジオによる情報取得者も多かった。しかし、地上デジタル化に合わせた、ラジオの地デジ化対応が進んでいなかった時期があり、実は視覚障害者にとっても「地デジ化」は緊急の課題であり重大な問題であったのである。
現在は地デジ対応ラジオも普及している。
歩行に関して、歩行訓練士がサポートや訓練を行っているが、2025年時点で日本の視覚障碍者30万人に対して、歩行訓練士において実際に訓練を行っているのは200人以下で人材不足となっている。

## 原因と統計
1978年のWHOの推定によると、視力0.1以下の9割以上が発展途上国で、感染症（トラコーマ等）による失明が多いとされ、米国では2002年ごろのデータではあるが加齢黄斑変性が主要原因とされている。
日本における要因で最も多いのは緑内障であり、次いで、糖尿病などが続く。交通事故や労働災害などの事故も原因となるが、出生時の損傷による視覚障害は比較的少ない。また、緑内障、白内障などの各種眼疾患の他にも、脳腫瘍のような脳疾患、糖尿病やベーチェット病のような全身性疾患でも視覚障害を伴う場合がある。ミトコンドリア病の3大病型の内の1つCPEO（chronic progressive external ophthalmoplegia：慢性進行性外眼麻痺症候群）や、重症筋無力症などによる外眼筋や眼瞼筋の麻痺などによる障害もある。
41歳以上からの中途視覚障害者が半数を占めている。一定の社会的基盤をもった人が視覚障害を負うと、特にQOLの維持が極めて大きな課題になる。
2008年3月24日に厚生労働省社会・援護局障害保健福祉部企画課から発行された平成18年身体障害児・者実態調査結果（p.17）によると、視覚障害者（総数 310,000人）及び視覚障害児（総数 4,900人）における視覚障害の原因は、次のとおりである。
- 疾患によるもの 19.7% （障害児では 12.2%）
- 事故によるもの 8.1% （障害児では 0%）
- 加齢によるもの 2.0% （障害児では 0%）
- 出生時の損傷によるもの 4.5% （障害児では 12.2%）
- その他・不明・不詳 65.8% （障害児では 75.5%）

## 等級
眼科で受診後、市町村福祉事務所に申請をすることで身体障害者手帳が交付される。等級は、各区分の障害の程度に応じて1級から6級まである。視覚障害は「視力障害」と「視野障害」とに区分して認定する。重複する場合、重複障害認定の原則に基づき認定する。現行の基準は2018年7月より採用されているものである。
1級（指数18）
視力の良い方の眼の視力（万国式試視力表によって測ったものをいい、屈折異常のある者については、矯正視力について測ったものをいう。以下同じ）が0.01以下のもの
2級（指数11）
1. 視力の良い方の眼の視力が0.02以上0.03以下のもの
2. 視力の良い方の眼の視力が0.04かつ他方の眼の視力が手動弁以下のもの
3. 周辺視野角度（I/4視標による。以下同じ。）の総和が左右眼それぞれ80度以下かつ両眼中心視野角度（I/2視標による。以下同じ。）が28度以下のもの
4. 両眼開放視認点数が70点以下かつ両眼中心視野視認点数が20点以下のもの

3級（指数7）
1. 視力の良い方の眼の視力が0.04以上0.07以下のもの（2級の2に該当するものを除く。）
2. 視力の良い方の眼の視力が0.08かつ他方の眼の視力が手動弁以下のもの
3. 周辺視野角度の総和が左右眼それぞれ80度以下かつ両眼中心視野角度が56度以下のもの
4. 両眼開放視認点数が70点以下かつ両眼中心視野視認点数が40点以下のもの

4級（指数4）
1. 視力の良い方の眼の視力が0.08以上0.1以下のもの（3級の2に該当するものを除く。）
2. 周辺視野角度の総和が左右眼それぞれ80度以下のもの
3. 両眼開放視認点数が70点以下のもの

5級（指数2）
1. 視力の良い方の眼の視力が0.2かつ他方の眼の視力が0.02以下のもの
2. 両眼による視野の2分の1以上がかけているもの
3. 両眼中心視野角度が56度以下のもの
4. 両眼開放視認点数が70点を超えかつ100点以下のもの
5. 両眼中心視野視認点数が40点以下のもの

6級（指数1）
視力の良い方の眼の視力が0.3以上0.6以下かつ他方の眼の視力が0.02以下のもの
従来議論のあった対数視力ではなく小数視力を足して認定の基準にするものが、良い方の眼の視力に重きをおいて基準とするように改められた。
|                |               | 視力の良い方の眼の視力 | 視力の良い方の眼の視力 | 視力の良い方の眼の視力 | 視力の良い方の眼の視力 | 視力の良い方の眼の視力 | 視力の良い方の眼の視力 | 視力の良い方の眼の視力 | 視力の良い方の眼の視力 |
| 0.01以下       | 0.02 - 0.03   | 0.04                   | 0.05 - 0.07            | 0.08                   | 0.09 - 0.1             | 0.2                    | 0.3 - 0.6              |                        |                        |
| -------------- | ------------- | ---------------------- | ---------------------- | ---------------------- | ---------------------- | ---------------------- | ---------------------- | ---------------------- | ---------------------- |
| 他方の眼の視力 | 0 - 手動弁    | 1級                    | 2級                    | 2級                    | 3級                    | 3級                    | 4級                    | 5級                    | 6級                    |
| 他方の眼の視力 | 指数弁 - 0.02 | 1級                    | 2級                    | 3級                    | 3級                    | 4級                    | 4級                    | 5級                    | 6級                    |
| 他方の眼の視力 | 0.03以上      |                        | 2級                    | 3級                    | 3級                    | 4級                    | 4級                    |                        |                        |

|     | ゴールドマン型視野計                        | ゴールドマン型視野計      | 自動視野計                 | 自動視野計                    |
|     | Ⅰ／4視標                                    | Ⅰ／2視標                  | エスターマンテスト         | 10-2プログラム                |
| --- | ------------------------------------------- | ------------------------- | -------------------------- | ----------------------------- |
| 2級 | 周辺視野角度の総和が 左右眼それぞれ80度以下 | 両眼中心視野角度 28度以下 | 両眼開放視認点数 70点以下  | 両眼中心視野視認点数 20点以下 |
| 3級 | 周辺視野角度の総和が 左右眼それぞれ80度以下 | 両眼中心視野角度 56度以下 | 両眼開放視認点数 70点以下  | 両眼中心視野視認点数 40点以下 |
| 4級 | 周辺視野角度の総和が 左右眼それぞれ80度以下 |                           | 両眼開放視認点数 70点以下  |                               |
| 5級 | 両眼による視野が 2分の1以上欠損             |                           | 両眼開放視認点数 100点以下 |                               |
| 5級 |                                             | 両眼中心視野角度 56度以下 |                            | 両眼中心視野視認点数 40点以下 |

### 重複障害認定の原則
重複する障害の合計指数に応じて認定する。
|          |          | 視力障害 | 視力障害 | 視力障害 | 視力障害 | 視力障害 | 視力障害 |
| 1級 18点 | 2級 11点 | 3級 7点  | 4級 4点  | 5級 2点  | 6級 1点  |          |          |
| -------- | -------- | -------- | -------- | -------- | -------- | -------- | -------- |
| 視野障害 | 2級 11点 | 1級      | 1級      | 1級      | 2級      | 2級      | 2級      |
| 視野障害 | 3級 7点  | 1級      | 1級      | 2級      | 2級      | 3級      | 3級      |
| 視野障害 | 4級 4点  | 1級      | 2級      | 2級      | 3級      | 4級      | 4級      |
| 視野障害 | 5級 2点  | 1級      | 2級      | 3級      | 4級      | 4級      | 5級      |

- 18以上:1級
- 11～17:2級
- 7～10:3級
- 4～6:4級
- 2～3:5級
- 1:6級

## 就労
職域はあはき業に大きく依存しているが、近年のICT技術の普及等を背景として、約1割が事務職に就職している。
かつては霊媒師・巫女など宗教関係の職に就く者もおり、イタコの多くは後天的に失明したか弱視の女性であった。

### 鍼灸マッサージ
以前は「鍼医さん」、「あん摩さん」といえば盲人のことといわれるほどであり、これらの職業（あはき業、三療業とも呼ぶ）に従事する者のおよそ8割が視覚障害者だった。今日でも視覚障害者の伝統的な職業と位置付けられており、国家資格を持つ者が企業等に雇用され、その従業員等に対し施術等を行う「ヘルスキーパー」（企業内理療師）が存在する。盲人は指先の感覚が鋭敏とされ、経穴（つぼ）を探したり、鍼や按摩の細かい手技に適するといわれる。戦時中は「技療士」として日本軍兵士のマッサージや、聴音兵（航空監視として敵機の轟音で空襲の規模を観測する）として動員された者もいる。現在も、視覚特別支援学校には職業課程として鍼灸マッサージ師養成の理療科が設置されている。また、日盲連は鍼灸マッサージ業界4団体の一つである。

### プログラマ
視覚障害者向けのソフトウェアを次々に開発し、IBMフェローの地位にまで登り詰めた障害当事者プログラマ、浅川智恵子などが進めた視覚障害者向けICT技術の著しい発展は、多くの後続するプログラマを生んだ。現在、高等教育から職業教育まで、その支援体制も充実してきている。

### 図書館員
視覚障害者読書権保障協議会（視読協）による読書権運動の成果の一つとして、公共図書館の職員（図書館員）に採用されている。現在も就労機会の少ない視覚障害の世界では、公共図書館員が一つの道として定着していることが挙げられる。公共図書館における障害をもつ当事者職員の存在は、文献資料に対するアクセシビリティ（読書権）を支える貴重な存在である。

### 医師
現在の日本の医師国家試験では視覚についての欠格事項が撤廃され、全盲であっても試験に合格すれば免許が交付される。ただし、厚生労働省が特別ローテーション（本来7科目の研修を1科目）を例外的に認めたが、代わりに病院管理者資格の取得は不可能となり、勤務医はできても開業はできないというローテーション特例のハンディが与えられた（2006年時点）。免許取得後、臨床研修の受け入れ可能な研修施設がなかなか見つからず苦労したという事例がある。
研修やインターン制度がなかった医術開業試験時代でも、視覚が必要な臨床実験が必要だったので、医師国家試験の合格は不可能だった。筆記だけになった医師国家試験に合格しても、欠格事項として失明が規定されており免許の交付はされなかった。ただし第二次世界大戦後半には医師不足が深刻化したため、対策として各種条件が緩和された時期には、戦地から戻った傷痍軍人のリハビリ医としての役目が期待され、あはき業の視覚障害者にも免許が交付されることとなった。試験に合格した宮城県出身の男性は、現代の理学療法士に相当するリハビリ専門医として戦後も旧国立鳴子病院に勤務していた例がある。ただし、戦後になると欠格事項が復活し、2001年に撤廃されるまで、試験に合格しても免許の交付はされなかった。

### 音楽家
中世から語り部、琵琶法師（盲僧琵琶）、瞽女、箏曲家、三味線演奏家など、音曲を生業とする盲人は多かった。また、浪曲の世界にも、浪花亭綾太郎以前の昔から現在に至るまで（一例:大利根勝子）複数浪曲師が存在し、音楽分野では現在も様々なジャンルで活躍している。

### 当道座
明治以前、当道座が視覚障害者の生活にとって重大な存在で、検校や座頭などの官位は宮廷や幕府の保護を受けており、売官の利益分配のためのギルド組織でもあった。また、出産や新築などの吉凶事に運上を取り立てることをなりわいにしていた（視覚障害の有無に関係なく「しもた屋」の例がある）（予祝芸能も参照）。その封建的身分制度が維新後の新体制となじまず、解散する。

### 就労の関連書籍
- 公共図書館で働く視覚障害職員の会（通称:なごや会）『見えない・見えにくい人も「読める」図書館』2009年11月。ISBN 978-4902666229。
- 正岡容 著、大西信行 編『定本日本浪曲史』岩波書店、2009年。ISBN 978-4000242639。 大正年代の東京市内の浪曲師をリストアップ。中に多くの盲人浪曲師がいた事がわかる。

## 配慮
弱視者（またはロービジョン者）への配慮についてはロービジョンの項目も参照の事。
障害者虐待の防止、障害者の養護者に対する支援等に関する法律により、障害者に虐待をすることは禁止されており、障害者虐待を受けたと思われる障害者を発見した場合は、市町村又は都道府県に通報しなくてはならない。
また、障害を理由とする差別の解消の推進に関する法律により、不当な差別的取り扱いが禁止され、国・都道府県・市町村などの役所や、会社やお店などの事業者に対して、障害のある人から、社会の中にあるバリアを取り除くために何らかの対応が必要とされる際に、施設改修工事や新設などの負担が重すぎない範囲で、役所（公的法人等も含む）は対応しなくてはならない、民間事業所は対応するように努力するとした、「合理的配慮」を行うことが求められている。視覚障害者対象の合理的配慮の事例などもプライバシーを尊重した上での事例集として内閣府によりまとめられている。

### 文字情報の取得
点字図書や、録音図書などにより全く情報が得られない状態からは脱却できる。しかし、現状ではあくまでこれらの図書はボランティアの活動に頼っている現状であり、用意されている図書のジャンルが文芸作品に偏っているなど問題が指摘される（詳しくは録音図書、点字図書館のページを参照）。読みたいと思っても直ぐには読めない（新刊の場合、翻訳にはどんなに早くても出版から数週間は掛かる）わけであり、読みたい書籍を自ら手に取って読むという晴眼者のスタンスから比べると受動的といえる。しかし、後述のパソコンなど情報技術の利用により、受動的な立場から、自らの意思により文字情報を得るような時代に向かってきているといえる。

### 移動
歩道や鉄道駅などでは突起のついた「視覚障害者誘導ブロック」、いわゆる「点字ブロック」（大概は黄色）が床面に設置されている（移動のアクセシビリティ）。細い長方形や長楕円の列になった突起がついたもの（「（溝の方向に）進め」の意）と、小さな丸の突起が並べられた物（「止まれ」あるいは「危険」の意）」がある。
ブロックを黄色としているのはロービジョン者が点字ブロックを容易に視認するためである。近年、美観整備の一環で、突起を路面タイルの模様に一致させた点字ブロックが散見されるが、ロービジョン者への配慮に欠くと指摘があり、この点については国土交通省から基準が明示された（輝度比2.0）。
点字ブロックの発祥地は日本である。
また、手すりや券売機には点字、横断歩道や駅の階段・エスカレーターでは音声・音楽による誘導もなされている。
ガイドヘルプ（または視覚障害者向けのガイドヘルパー）や盲導犬による補助も行われる。2003年には「身体障害者補助犬法」が施行され、市役所などの公共機関や鉄道・バスなどの公共交通機関に限らず、百貨店やレストラン、ホテルなどの不特定多数の人が利用する民間施設での、盲導犬を含む各種補助犬の受け入れが義務付けられた（施設が拒否した場合、障害者からの告発があれば処分があり得る）。
鉄道駅では、ホームから線路へ転落する事故が絶えず（毎日新聞の調査によると、視覚障害者の3割が経験している）、都市部の利用者の多い駅（2016年末の国土交通省と鉄道事業者との検討会では、1日10万人以上が利用する駅）について、線路への転落を防ぐホームドアの設置が進められている。また、駅員や乗客による声掛けも求められている。
目が見えない者（準ずる者も含む。）は、道路交通法第14条1項の規定により、「道路を通行する際は、政令で定めるつえを携え、または政令で定める盲導犬を連れていなければならない。」とされ、道路交通法施行令第8条1項で、「政令で定めるつえは、白色または黄色のつえとする。」と定められているが、形状や材質には言及していない。

#### 移動援助方法
方向が分からず援助が必要な場合、アナログ時計（針式時計）の文字盤を想定した案内が明瞭簡潔で、特別支援学校（盲学校）などの訓練でも採用されている。
- 援助対象者が時計文字盤の中心部にいると想定し、正面を12時、真後ろを6時、右を3時、左を9時の方向と表現する。なお、最も気をつけるべきは健常者が無意識に常用する、方向を表す指示代名詞（これ、あちら、などいわゆる「こそあど言葉」）を避ける事である。視覚障害を持つ者は、「あちらです」と言われても方向が分からず、内心困ることが非常に多い。

接し慣れていない場合、適切な案内に判断を迷い「もう少し……」など曖昧表現が多用され互いに混乱を招く場合がある。そのため、誘導する際は「左に少し行くと……」のような曖昧表現を避けて「9時の方向、3メートル先に……」と具体的に説明し、「真後ろに2メートル後退する」際は「6時の方向に2メートル進む」と誘導する。このように方向、距離、共に数字を用いて具体的に伝達し、勘違い・誤解を防止する。ただし、時計に拘る必要はない、左、右、前、後といった言葉は十分理解でき、時計を用いなければならないというのは、机上の空論である。合理的配慮という点では、あくまでコミュニケーション優先であり、頑なに対応してはいけない。
対象者の不安感を和らげるため、身体接触が必要な場合は事前の声かけを行い援助対象者の了承を得るようにし、いきなりの身体接触は極力避ける（例外は危険性が高い場合）。白杖使用者の白杖も身体の一部（目の代用）とみなし触れないこと（例外は白杖使用者が手を空けるために誘導者に持っていることを希望した場合）。
援助対象者を目的の場所まで誘導する場合、「手引き」と呼ばれる方法が用いられるが、これは誘導者と援助対象者が同じ方向を向き、縦に一列に並び、援助対象者には誘導者の肘などに掴まり案内することを言い、誘導の基本的な方法である。誘導者が援助対象者の手を取って引っぱって歩く方法ではない。しかし、事前の声かけの際に援助対象者が別の方法を希望した場合は、それを尊重することが望ましい。

#### 新型コロナによる影響
2019年からの内外での新型コロナ感染拡大を受け、日本盲導犬協会が2020年に視覚障害者へ電話調査したところ、人との距離を取る環境やマスク着用で不便を感じ、生活上の支障が出ていることが分かったと同年9月に伝えられた。

##### 移動援助方法の参考文献
- ガイドヘルパー技術研究会/監修『ガイドヘルパー研修テキスト 視覚障害編』中央法規出版、2007年10月。ISBN 978-4805847121。
- 松井奈美編著『同行援護ハンドブック（第2版）ーー視覚障害者の外出を安全に支援するために』日本医療企画、2015年8月。ISBN 978-4864393478。p.150-154
- 速水基視子・速水洋『見えない人こそよくみえるーー視覚障害者ガイドヘルプの手引き』生活書院、2012年7月。ISBN 978-4903690957。

### 工業製品等

#### 時計・家電製品
ふたを開けて針の位置を指で確認できるアナログの腕時計がある。また時間合わせを自動でしてくれる電波時計は、便がよく、音声読み上げタイプは日常生活用品として行政による購入補助の対象のものもある。洗濯機などの家電製品にはスイッチ部分に点字を刻印してあるものがある。また、携帯電話は画面読み上げ機能が標準的についたらくらくホンの普及率が特筆的に高い。

#### 消耗品
シャンプー容器には、リンスやヘアコンディショナーと区別するために刻み模様が入れてある。これは洗髪中に目をつぶっていても使えるように施されたものだが、視覚障害者への利便性も高い。牛乳パックでは上部の張り合わせの部分を丸く切り取ってあるものがある。アルコール飲料の缶の上部などに「おさけ」などと点字を刻印してあるものがある。

#### 遊具
おもちゃの中には、「盲導犬マーク」がついているものがある。これは視覚障害の有無に関係なく利用できるおもちゃであることを示す。このようなおもちゃ類を「晴盲共遊玩具」といい、日本玩具協会がはじめた活動である。現在は国際共通マークとして認められ、徐々にその活動の輪が広がっている。

#### パソコン
ポインティングデバイス（マウスなど）操作が困難な人は、テキスト音声化ソフト（スクリーンリーダーや音声ブラウザ）の読み上げ音声を頼りにキーボードからの文字入力とショートカットキーのみでパソコンを使用する。視力によっては文字やマウスポインタの拡大やハイコントラスト化で対応可能な場合もある。
現在、主なOSやアプリケーションソフトはキーボードだけでも操作可能な設計とされており、タッチタイピングの習得が可能なら（晴眼者以上の努力は必要ではあるが）文字入力に関してのみ言えば不都合はないともいえるが、アプリケーション操作に関しては、各コマンドの構成を一通り記憶しなければならないので、新しいソフトの導入やバージョンアップなどでコマンドの増減や操作方法の大幅な改編が起きると、その対処にも晴眼者以上にエネルギーを要する。
インターネット上の情報取得には、カーソルキーとShift、TABキー以外ほぼ必要ないので不都合はないが、以下のような音声ブラウザでの利用を念頭に置いていないウェブサイトにおいては利用に問題が発生する場合もある。
- ページタイトルや、情報のほとんどが画像。何のページかわからない。
- レイアウトに凝るあまり、文章がソースファイル上で順番に並んでいない場合や、表などを多用した場合。読み上げ順が滅茶苦茶になるため文脈が支離滅裂。
- 本文の前に本文と関係のないリンクが大量にある[注釈 12]。晴眼者は一見してページ構成が判断可能であるが、視覚障害者には困難なことであり、先頭から順に読み上げる仕様の音声ブラウザで、このようなサイトを読むと、実際に欲しい情報へ辿りつくまでにかなりの時間を要する[注釈 13]こととなる。
- Flashを用いたページ。画面のある部分をクリックしないと先に進めない構成になっている場合も多く、Flashコンテンツを読み上げない仕様の音声ブラウザであった場合、全くの無音が続くこととなる。
- 会員サイトでの会員登録が（ロボットによる自動登録を防ぐ目的で）画像認証があるサイト。先に挙げた理由で画像認識困難者には登録が困難である。一部のブログのコメント欄でも同様で「発言権を仕組みの段階で奪われている」と言える。

これらは作り手の以下のような配慮で解決が可能な場合もある。
- alt属性の最適化や、画像近辺に説明文を配置することによる画像のテキスト化。
- 何のページなのか、まず概要を掲載する。
- ナビゲーションを先頭に置かない[注釈 14]。
- 本体と同様のテキストのみで構成した別ページを作り、本体ページ先頭近辺に誘導リンクを配置する。
- 簡易型やフリーの音声ブラウザなどで一度読み上げさせてみる[注釈 15]。
- 会員認証においては、画像認証以外の音声による認証なども可能にする。

などが有効である。
一方、Flash側における配慮も行われてきており、Flash Player 6以降からは、MSAA（Microsoft Active Accessibility）への対応が施され、HTMLにおけるalt属性に相当する内容をFlashファイル内の各項目に埋め込みが可能となった。また、日本IBMから「aiBrowser」がオープンソースで公開されマルチメディアコンテンツへのアクセシビリティ改善の取り組みもまた進んでいる。
ウェブデザイナーやITのバリアフリーを目指す技術者にも障害当事者が少なからず活動している。

#### 映画
場面構成等を解説した「シーンボイスガイド」と呼ばれる音声を無音声部分（セリフとセリフの間など）に差し入れる形にし健常者と同様に鑑賞が可能なように配慮がなされたものが、特に視覚障害を取り扱った映画に採用される場合が多い。製作サイドが、はじめから組み入れる場合も有るが、多くは別に録音したシーンボイス部分のみを同時再生、もしくは映画の進行を見ながらその場で行なう。ボランティアで行なわれることも多い。シーンボイスガイド未利用者の妨げにならないようにシーンボイスの聴取は入口で貸し出されるポケットサイズのFMラジオにイヤホンをつないで行なわれる。

#### テレビ放送
ニュースやドラマなど副音声にて解説放送が採用される場合がある。詳しくは同項目を参照。

#### 工業規格
日本産業規格 （JIS）
JIS X 8341 「高齢者・障害者等配慮設計指針-情報通信における機器,ソフトウェア及びサービス」 - ハードウエア・ソフトウエアやウェブコンテンツについての配慮設計指針が示されている。
Web Content Accessibility Guidelines （WCAG）
World Wide Web Consortium （W3C） の下部組織であり、ウェブコンテンツのアクセシビリティに関するガイドラインを検討・提唱している。

### 紙幣
日本銀行券（紙幣）の下端の左右に、指触りで金種を識別するために凸凹の印刷がされている。一万円札はＬ字（逆Ｌ字）、五千円札は八角形、二千円札は●みっつ（点字の「に」）、千円札は＿（下線）となっている。また、国立印刷局から、スマートフォンで判別・読み上げる事が出来るアプリ「言う吉くん」がある。
五千円紙幣E号券と一万円紙幣E号券には券面にホログラムがあり、このホログラムの透明層がその他の印刷面と異なる触感であることから、透明層の有無・面積および形状により金種を区別できるようにする取り組みも行われている。2014年度前半を目途として、五千円紙幣のホログラム透明層の面積・形状を変更することが発表された。
日本の紙幣は、異なる額面の紙幣は、互いに大きさが変えるよう（額面の大きい金種の大きさが大きくなるよう）設計されている。しかしながら、二千円紙幣D号券（2000年発行）について、先に発行された五千円紙幣D号券（1984年発行）との横幅の違いが、わずか1mmのしかないため、区別がつきづらい。
多くの国では額面が大きいほど紙幣の大きさも大きくなるが、一部の国の紙幣（アメリカ合衆国ドル紙幣など）は、金種が異なっても大きさが同一であり、使いづらいとされる。
金種を問わず同一サイズの紙幣を発行する国は、ほかにオーストラリア、カナダ、フィリピンなどが挙げられる。

### 人工視覚
視覚障害者に対し、機械的に視覚を復活させようという試みが人工視覚である。
現在開発中のものは2種類あり、ひとつは網膜を刺激するタイプである「網膜刺激型」、もうひとつは脳を直接刺激するタイプである「脳刺激型」が存在する。どちらもまだ臨床実験段階であり、実用化に向けて研究が重ねられている。
近年では米企業であるテスラモーターズのCEOがニューラリンクという子会社を設立しており、脳刺激型の視覚上書き（MR状もの）を研究予定である。

## 呼称
通常は「目の不自由な人」と呼称されることが多い。対義語として、正常な視覚を有する者を「晴眼者（せいがんしゃ）」と呼ぶ。

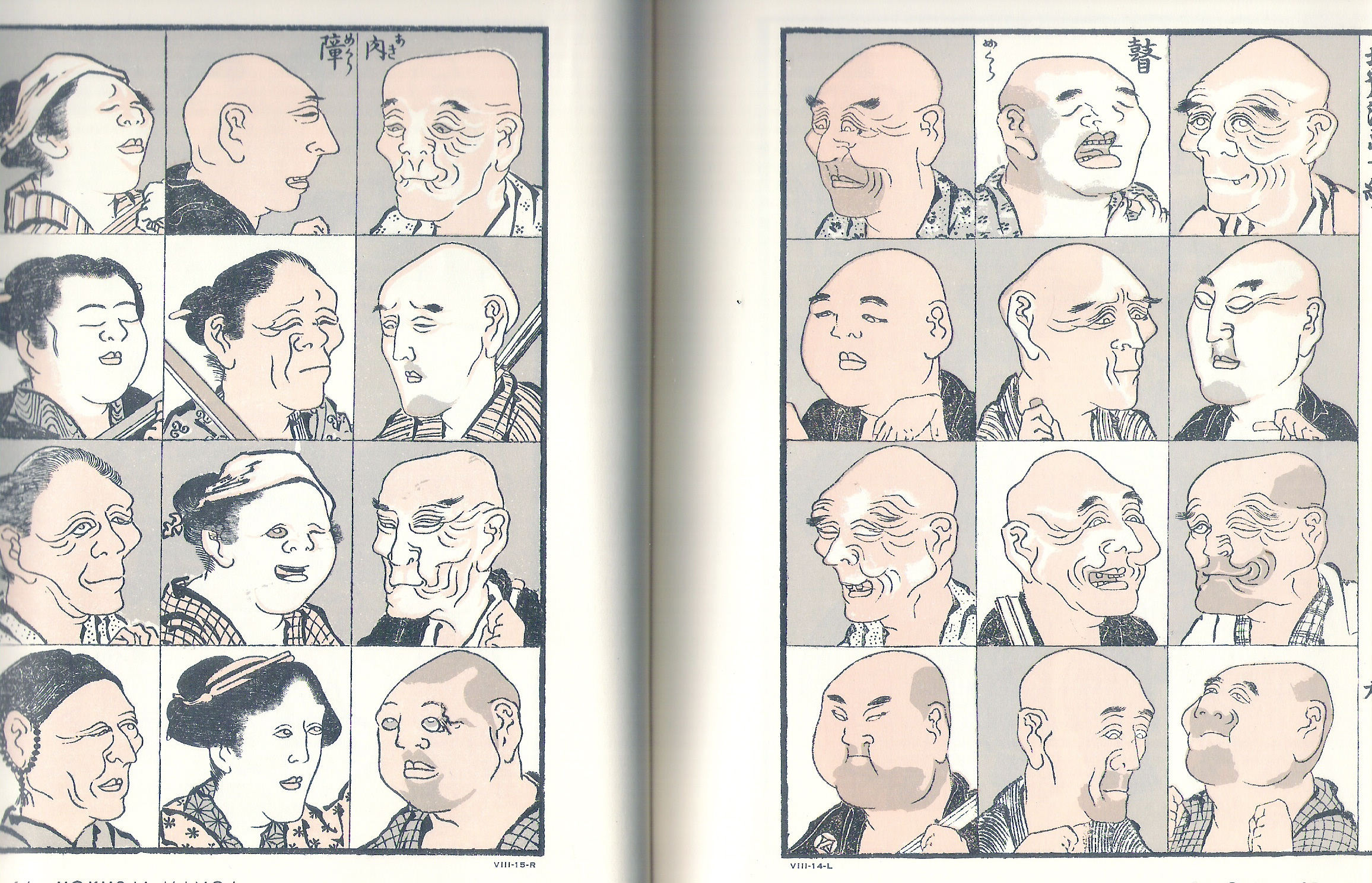
『北斎漫画』 八編（1818年出版）15丁より、座頭と瞽女（ごぜ）。葛飾北斎は、視力に障害を持って渡世する人々のさまざまな顔模様を描いてみせた。

「盲」の訓読みは「めくら」であるが、この呼称は使われなくなってきている。「盲（めしい）」ともいう。地域によっては、隻眼（片方の目が見えないこと）または左右の目の大きさが異なることをあらわす「めっかち」という言葉もある。

### 盲（もう）
全盲の場合は、盲人（もうじん）とも表現する。

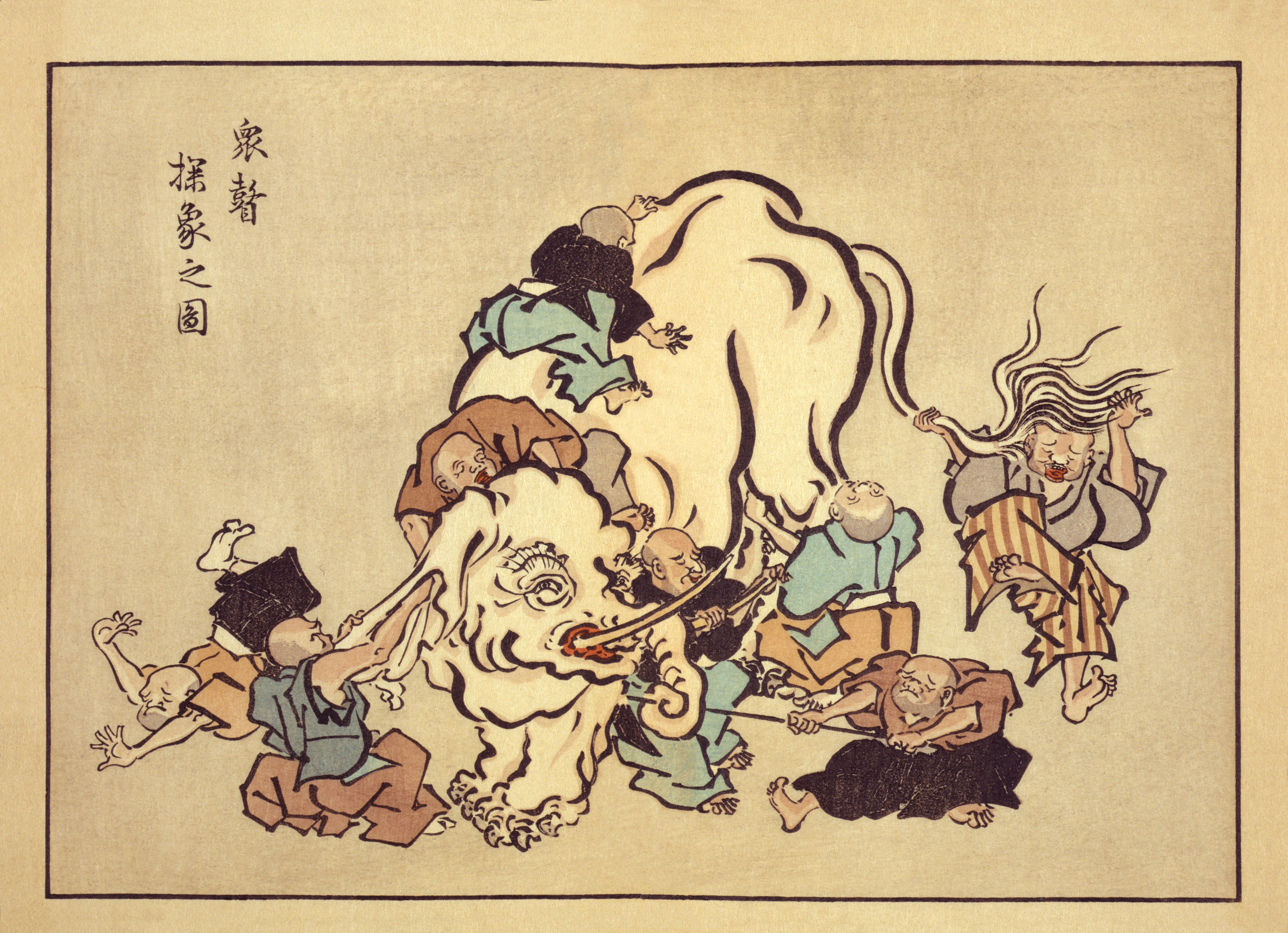
浮世絵師英一蝶による群盲象を評すの故事を描いた『衆瞽象を撫ず』図

「盲」の派生語として、何らかの事情で教育を受ける機会がなかったために文字が読解できない人を「文盲」「明盲」と呼ぶ。また、それらの人達のために作成された暦を「盲暦」と呼んでいた。しかし今日ではそれぞれ「非識字者」・「絵暦」と呼称されることが多い。

### 盲目
「盲目（もうもく）」または「盲目的」という言葉は、「周囲が見えていない」という意味から、現在でもある出来事に熱狂的となり「理性や分別」を無くすといった意味で使用されることがある。これらの言葉も、場合によっては視覚障害者が理性に欠けているかのような印象を与えかねないので、マスコミ・出版業界では避ける傾向にある。

## 用語「めくら」
現在では「盲（めくら）」と訓読みした場合、差別用語とみなされることがあり、注意が必要である。漢字「盲」の訓読み「めくら」は、当用漢字表にはあるが、常用漢字表では削除されている。
箏の奏者を「めくら」と呼ぶのは明治以前からタブーとされていた。視覚障害者に与えられる官位である検校などの社会的地位が高かったからである。

### 「めくら」のつく慣用句
文芸作品などで見かけることのある語句について簡単に述べておく。
明盲（あきめくら）
目は見えているが、文字を読み書き（識字）できない人。文盲（もんもう）。
盲撃ち（めくらうち）
狙いを定めずに無闇に撃ちまくること。
盲縞（めくらじま）
濃紺で無地の織物。縞目もわからないほど細かい縞。
盲滅法（めくらめっぽう）
無闇に物事を行うこと。
盲判（めくらばん）
書類の内容をよく吟味しないで安易に捺印すること。一説に、盲人にも分かるように、印面の上部に当たる部分にくぼみや突起をつけたもの。しかし印鑑は小篆体（篆書）と言う特殊な文字で彫られ、しかも左右逆なため普通の人でも読みにくい。盲人が自分で捺印するわけは無く、篆書が読めない人の為の印鑑である。
盲経（めくらぎょう）
文字を読み書きできない人のために絵で描かれたお経。絵心経とも言われる。一例として、般若心経の一部を、般若の面、お腹、みの、田んぼ、神鏡の絵を続けて書いて「はんにゃはらみたしんぎょう」と読ませる。同様なものに置き引き犯人の絵で“荷奪い”から「入梅」を表すなどの表記をする盲暦（めくらごよみ）がある。
メクラプレート
ふさぎ板のこと。主に建築設備業界にて使われている用語である。
めくらにする
建築用語。設備工事全般で、閉止にする状態を指す。
「めくら」を含むこれらの言葉を差別的だと捉えられることもあるので、マスコミ・出版業界では使用しないように言い換えが進んでいる。

### 生物の和名
視力が退化した生物に対する生物学上の和名として、「メクラヘビ」、「メクラウナギ」、「メクラウオ」、「メクラアブ」、「ザトウクジラ」、「メクライシムカデ」などがある。これらが現在においても使用されていることに対して、差別とは無縁な分野であっても、問題視する動きもある。
これに対し、和名の変更を考える学術的な行動は「メクラカメムシ」を「カスミカメムシ」、「メクラグモ」を「ザトウムシ」に変更するなどの例はあるものの、和名の変更に反対する意見もあって、全ての和名が変更される事態には至っていない。
2007年2月1日、日本魚類学会はメクラなど差別的語を含む51の標準和名を改名すべきとの勧告を発表した。その勧告によって「メクラウナギ」は「ホソヌタウナギ」と改名されている（ポリティカル・コレクトネス）。
しかし、こうした動きについて過剰な言葉狩りであるという批判もなされている。